# ۱۴۲ (قمری)
۱۴۲ (قمری)، صد و چهل و دومین سال در گاهشماری هجری قمری است. اول محرم این سال برابر با هشتم مه سال ۷۵۹ میلادی است.